# Ajman (stad)
Ajmān (Arabisch: عجمان) is de hoofdstad van het emiraat Ajmān in de Verenigde Arabische Emiraten. Volgens de schatting uit 2017 heeft de stad een bevolking van ca. 490.000 inwoners, wat neer komt op ongeveer 90% van de totale emiraat. Het bewoonde gebied sluit aan bij dat van de stad Sharjah langs de kust naar het oosten en richting Dubai naar het zuidwesten. 